# 下松市立図書館
下松市立図書館（くだまつしりつとしょかん）は、山口県下松市大手町二丁目3番1号（ほしらんどくだまつ内）に所在する公共図書館。
下松市や山口県の郷土資料、下松のパンフレットや行政資料なども揃えられており、ビデオやDVD、CD等を館内で視聴することができる。
山口県立図書館と連携しており、山口県内及び日本国内の図書館で相互貸借が可能となっている。移動図書館として「あおぞら号」を運行している。入居している同館内にカフェが併設されている。

## 沿革[4]
- 1952年（昭和27年）4月6日 - 栄町の旧下松市役所を改造し開館。（初代）
- 1962年（昭和37年）11月1日 - 下松市教育委員会発足10周年記念事業として、移動図書館開設。「あおぞら号」と命名。
- 1964年（昭和39年）10月26日 - 市制25周年記念事業として、大手町に新図書館開館。（2代目）
- 1972年（昭和47年）8月 - あおぞら号更新（2代目）
- 1980年（昭和55年）4月1日 - 市制施行40周年記念事業として、新図書館開館。（3代目）
- 1982年（昭和57年）11月 - あおぞら号更新（3代目）
- 1988年（昭和63年）4月1日 - 図書館業務コンピュータ化。それに伴いバーコードによる蔵書管理を開始
- 1992年（平成4年）10月 - としょかんおはなし会を開始
- 1996年（平成8年）10月 - あおぞら号を更新（4代目）
- 2003年（平成15年）7月1日 - 公式Webサイトを開設。インターネットによる蔵書検索・予約システム稼働
- 2004年（平成16年）10月 - ほしふるまちのおはなし広場を始める
- 2008年（平成20年）4月23日 - 子どもの読書活動優秀実践図書館文部科学大臣表彰を受賞
- 2012年（平成24年）3月 - あおぞら号を更新（5代目・現行）
- 2012年（平成24年）7月3日 - 新図書館開館。（4代目・現行）ICタグによる蔵書管理を開始
- 2014年（平成26年） 5月22日 - 4代目あおぞら号を南アフリカ共和国ハウテン州教育庁へ寄贈。駐日南アフリカ共和国大使より感謝状を受ける

## 利用について
- 利用資格 - 下松市在住の者、下松市内に通勤・通学している者[5]
- 貸出数 - 1人10点まで（本・雑誌）、1人3点以内（CD）[5]
- 貸出期間 - 2週間以内[5]
- 貸出延長 - 貸出日から1週間過ぎていれば、1度だけ返却予定日から2週間延長可能。（次の予約が入っている資料、他図書館から借り受けをしている資料、団体貸出を除く）[5]
- カウンターによる貸出手続きの他、自動貸出機を使用し、自分で貸出手続きを行う事も可能[5]
- その他、当館独自の試みとして「読書通帳・絵本のあるくらし応援パック[6]」を利用可能。読書通帳では預金通帳の様に読んだ本を記録出来る。（高校生以上は有料・一冊200円）[6]

## 開館時間・休館日
- 開館時間 - 9:30-18:30（火〜金曜）、9:30-17:30（土・日曜）[5]
- 休館日 - 月曜日・第4木曜日（月例整理日）・祝日・蔵書点検期間・年末年始[5]

## アクセス
- 鉄道 JR山陽本線 下松駅下車 北口より徒歩約7分
- バス 防長交通「大手町」バス停下車
- 山陽自動車道徳山東ICから車で約7分（国道2号・国道188号経由）